# Songthela pyriformis
Espèce
Songthela pyriformis est une espèce d'araignées mésothèles de la famille des Liphistiidae.

## Distribution
Cette espèce est endémique du Hunan en Chine,. Elle se rencontre sur le mont Yuelu.

## Description
Le mâle holotype mesure 10,17 mm et la femelle 9,04 mm, les mâles mesurent de 10,00 à 10,17 mm et les femelles de 7,91 à 14,51 mm.

## Systématique et taxinomie
Cette espèce a été décrite par Li, Liu et Xu en 2019.

## Publication originale
- Li, Liu & Xu, 2019 : « Three new species of the primitively segmented spiders from Mt Yuelu, Hunan, China (Mesothelae, Liphistiidae). » Zootaxa, no 4691(2), p. 139-152.